# Lei Orgânica do Município de Teresina
A Lei Orgânica do Município de Teresina é a Lei Maior de organização municipal oriunda da competência do processo legislativo do município de Teresina, capital do estado do Piauí.

## História

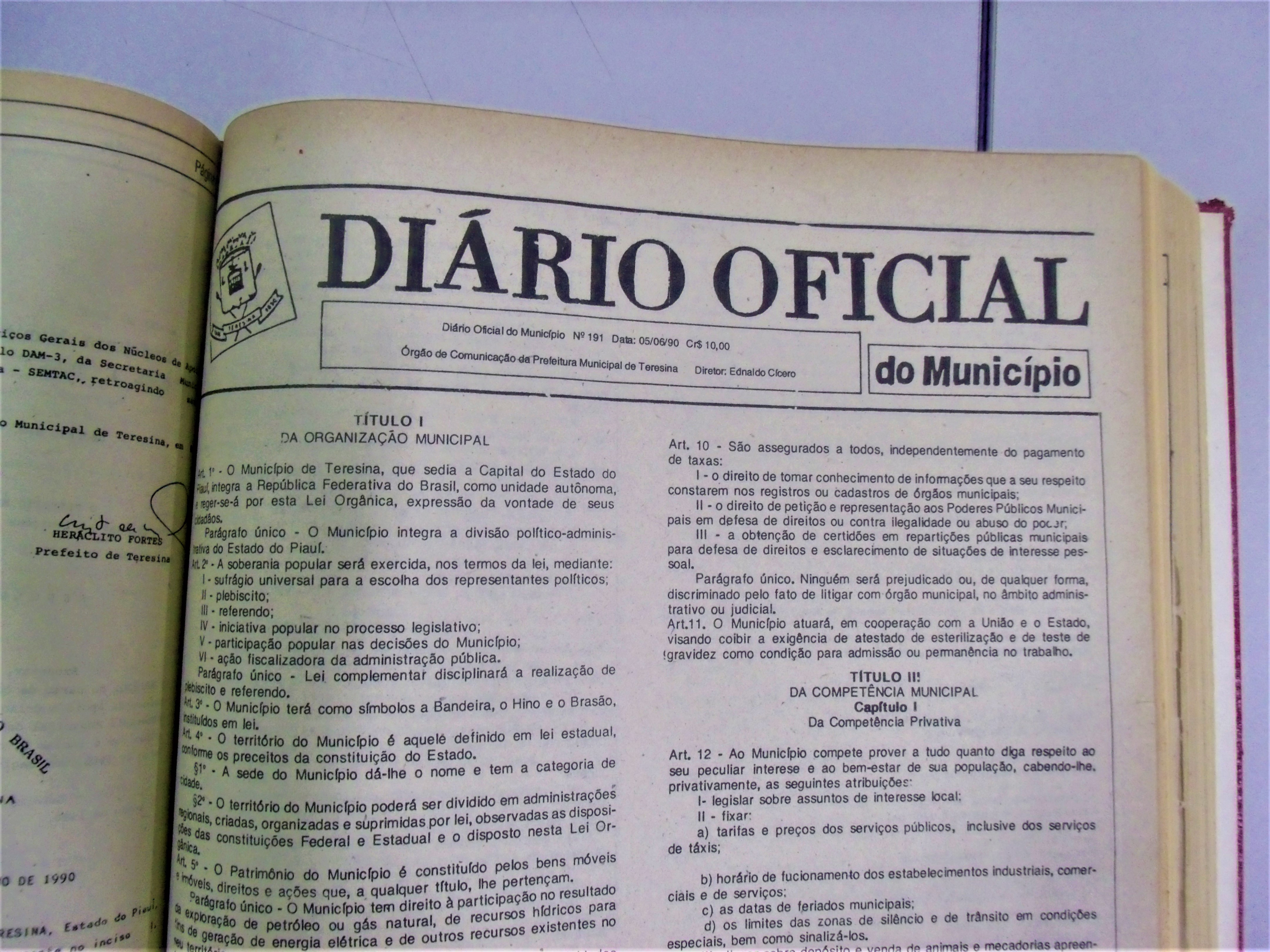
Diário oficial de 5 de junho de 1990 que republicou a texto pois a publicação anterior houve erros no texto, por isso, foi republicado.

A Constituição brasileira de 1891 oficializou a tradição para que os  municípios fossem regidos por por um diploma legal denominado lei de organização dos municípios, mas era um instituto de competência das Assembleias Legislativas estaduais. A primeira Constituição do estado do Piauí, de 12 de janeiro de 1891 legiferou no artigo 39 o que manda a Constituição Federal, a  Constituição Piauiense de 27 de maio do mesmo ano trouxe o instituto no artigo 92 e a Constituição Estadual de 1935 no parágrafo único do artigo 106.
Somente com a Constituição brasileira de 1988, conforme a literatura do artigo 29, é que a competência para elaborar e promulgar as Leis Orgânicas passou para as Câmaras Municipais. Antes a exceção era o Rio Grande do Sul que há tempos o estado havia passado a competência para os municípios instituirem sua própria Lei Orgânica.

## Mudança de constituições
Assim toda vez que o país mudou de constituição os estados fazem uma constituição estadual acompanhado e esta, por sua vez dispunha que o estado promulgasse uma lei de organização dos municípios para se adequar à nova realidade constitucional.
A atual Constituição brasileira dispõe no artigo 11 do Ato das Disposições Transitórias que após 5 de outubro de 1988 as Assembleias Legislativas tinham o prazo de um ano para promulgarem suas Constituições estaduais e as Câmaras Municipais um prazo de 6 meses a contar de 5 de outubro de 1989.

## Texto atual
Para se ajustar à Constituição Federal vigente a Câmara Municipal de Teresina baixou a Resolução nº 05, de 18 de outubro de 1989 dispondo sobre o Regimento Interno para os trabalhos de elaboração da Lei Orgânica do Município de Teresina que foi promulgada em 5 de abril do ano seguinte.
A redação atual tem as alterações dadas pelas emendas à Lei Orgânica.